# Karabin maszynowy HK121
HK121 – niemiecki uniwersalny karabin maszynowy. Po raz pierwszy zaprezentowany w 2011 roku na targach ASDA.
W 2011 roku w czasie targów ASDA w Splicie firma HK Gmbh po raz pierwszy zaprezentowała publicznie ukm HK121. Broń ta zastąpiła w uzbrojeniu Bundeswehry ukm MG3 i uzupełni już używane rkm MG4. Po przyjęciu do uzbrojenia HK121 nosi desygnatę MG5. HK121 jest to karabin wsparcia drużyny na dystansie ogniowym ok. 800-1000m (z dwójnogu) i do 1200-1500m (z trójnogu). Jest to broń przystosowana do ciągłego, długotrwałego prowadzenia ognia w różnych warunkach atmosferycznych. Broń wykazuje się dużą odpornością na zabrudzenia, kurz, pył, błoto, wodę oraz temperaturę (od -50 do +50). HK121 jest typowym ukm mogącym pełnić role zarówno ręcznego, jak i ciężkiego karabinu maszynowego. Jako rkm strzela z integralnego, mocowanego do rury gazowej dwójnogu. Jako ckm jest mocowany na podstawie trójnożnej, takiej samej jak MG3. W odróżnieniu od MG3 działającego na zasadzie krótkiego odrzutu lufy HK121 działa na typowej dla współczesnych karabinów maszynowych zasadzie odprowadzania gazów prochowych przez boczny otwór lufy. HK121 strzela z zamka otwartego i jest wyposażony w ciężką lufę szybkowymienną. Broń zasilana jest rozsypnej taśmy nabojowej DM60. Jeśli broń pełni rolę rkm to 50-nabojowa taśma znajduje się w cylindrycznej skrzynce mocowanej z boku komory zamkowej, w roli ckm taśma jest przechowywana w 120 nabojowej skrzynce ustawianej obok broni. HK121 wyposażony jest w polimerowe łoże i polimerową, składaną na bok broni kolbę. Mechaniczne przyrządy celownicze składają się z muszki na składanej podstawie i celownika mechanicznego zamontowanego na szynie Picatinny. Na tej samej, znajdującej się na grzbiecie komory zamkowej szynie montowane mogą być celowniki optyczne i optoelektroniczne. Dodatkowo karabin maszynowy wyposażony jest w trzy krótkie szyny Picatinny na rurze gazowej.